# Sagine
Sagine, Sagene, war ein russisches Längenmaß. Das Maß ist der Saschen fast gleich. Der Unterschied liegt im Fußmaß: 0,3048 Meter und 0,3139 Meter. Der Größe nach entspricht es einer Klafter.
- 1 Sagine = 7 Fuß = 2,197 Meter[1]